# QF 6 inch /40 naval gun
Die QF 6 inch 40 calibre naval gun war ein Schiffsgeschütz, das in der Royal Navy und der Kaiserlich japanischen Marine während des späten 19. und frühen 20. Jahrhunderts verwendet wurde. Die Geschütze der Royal Navy des Vereinigten Königreiches wurden als QF 6 inch Mk I, II, III naval guns und die Geschütze der Kaiserlich Japanischen Marine wurden als Typ 41 6-inch (152 mm)/40-caliber naval gun bezeichnet. Verwendet wurden diese Geschütze auf Einheitslinienschiffen und Panzerkreuzern.

## Design

### QF Technologie

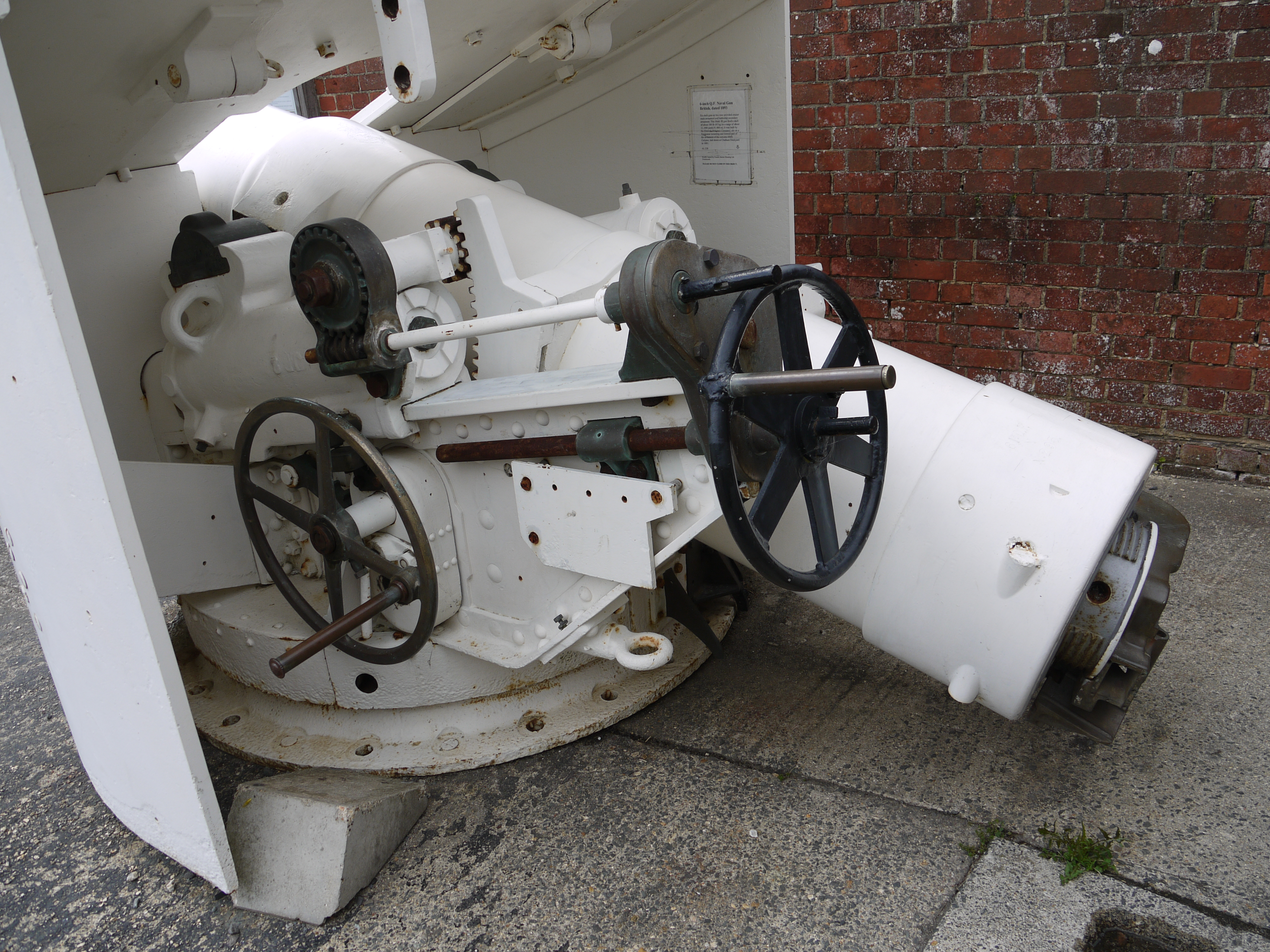
MK III Geschütz in Fort Nelson.

Diese Geschütze wurden entwickelt, um die neuartige QF-Technologie (QF= Quick Firing) optimal ausnutzen zu können. Neu daran war, dass die Schiffsgeschütze erstmals Patronenmunition verwendeten. Die Munition bestand aus der Granate und der separaten Kartusche in Form einer Messinghülse. Da die Messinghülse den Verschluss nach hinten zusätzlich abdichtete, konnten mit dieser neuartigen Waffentechnologie auch leichtere Verschlüsse entworfen werden, als die beim alten Breech-Loading-Verfahren mittels Beutel-Treibladungen möglich war.
Geschütze der Serie Mark I waren klassische Ringkanonen, während der vom Royal Arsenal gebaute Typ der Serie Mark II ein für damalige Verhältnisse revolutionäres Schnellfeuergeschütz war, bei dem auch die Technologie der Drahtkanone eingesetzt wurde.
Der Verschluss basierte auf bereits verwendeten Schraubenverschlüssen älterer Modelle, wurde aber dahingehend abgeändert, dass der Verschluss sich nach vorne verjüngend ausgelegt wurde, was ein schnelleres Öffnen des Verschlusses und somit eine schnellere Nachladezeit ermöglichte.

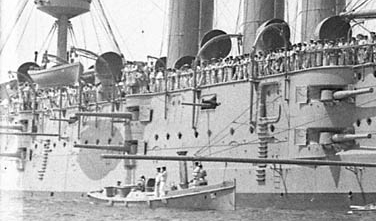
Steuerbord-Kasematten der Powerful

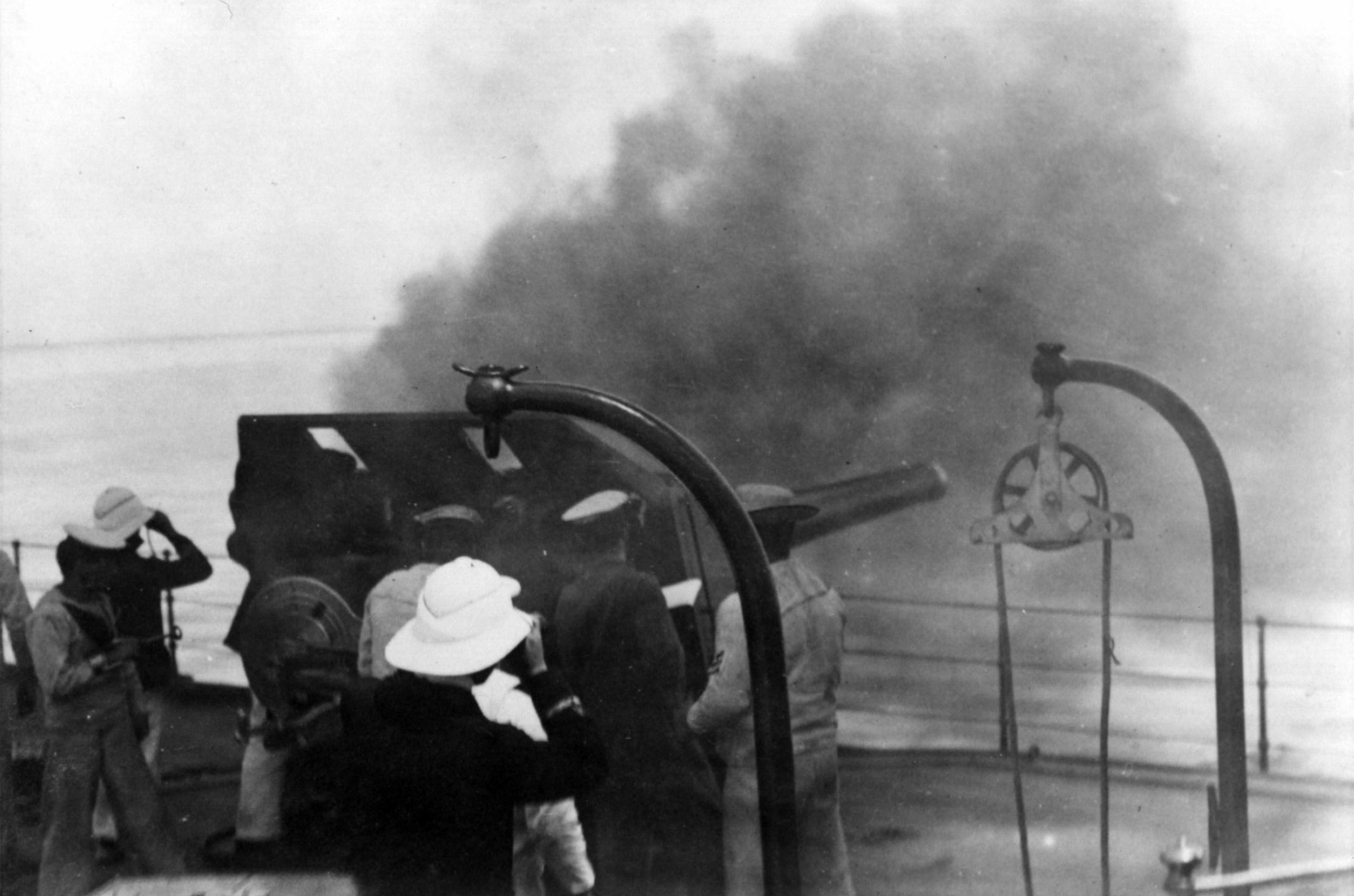
Geschützausbildung auf HMCS Niobe

## Vereinigtes Königreich

### Royal Navy
Die Royal Navy verwendete diese Geschütze als Mittelartillerie in ihren Einheitlinienschiffen und teilweise auch als Hauptartillerie bei einigen Panzerkreuzern.
Im Einzelnen wurden die Geschütze auf den folgenden Einheiten verwendet:
- Diadem-Klasse als Hauptartillerie
- Powerful-Klasse (Geschützter Kreuzer, Mittelartillerie)
- Edgar-Klasse (Geschützte Kreuzer, Mittelartillerie)
- Royal-Sovereign-Klasse (Schlachtschiffe, Mittelartillerie)
- Centurion-Klasse (Schlachtschiffe, Mittelartillerie)
- Majestic-Klasse (Schlachtschiffe, Mittelartillerie)
- Canopus-Klasse (Schlachtschiffe, Mittelartillerie)

### Zweiter Burenkrieg
Während des Zweiten Burenkrieges wurden einige dieser Geschütze mit einer improvisierten sogenannten Scott-Lafette versehen, um sie als Feldgeschütze verwenden zu können.
Benannt wurde die Lafette nach ihrem Erfinder Admiral Sir Percy Scott.
Eine auf dieser Lafette basierende Weiterentwicklung wurde während des Ersten Weltkrieges bei den BL 6 inch Mk VII naval guns verwendet, welche aufgrund des Mangels an schwerer Artillerie ebenfalls zu Feldkanonen umgebaut wurden.

### Flugabwehrgeschütz

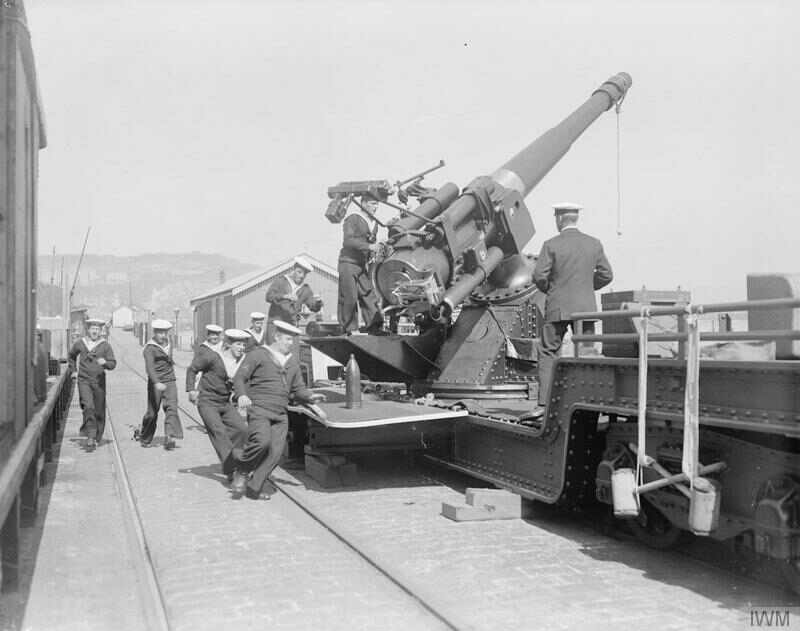
Flugabwehrgeschütz, Chatham Dockyard

Mindestens ein Geschütz wurde in ein Flugabwehrgeschütz umgebaut und im Chatham Dockyard eingesetzt.

### Küstenartillerie
Ab 1894 wurden QF 6 inch 40 calibre naval guns des Typs Mark I für die Küstenartillerie eingesetzt, dazu wurden der veraltete Drei-Wege-Verschluss durch den Schraubenverschluss der Serie Mark II ersetzt.
Im Vereinigten Königreich waren bis April 1918 noch 19 dieser Geschütze vorhanden.

### Erster Weltkrieg
Bedingt durch den Mangel an schwerer Artillerie wurden die mittlerweile veralteten Geschütze, die von der Royal Navy aus ausgemusterten Kriegsschiffen in Depots eingelagert wurden, aufwändig umgebaut. Durch diese Umbauten entstand ein völlig neues Geschütz. Bedient wurden diese Geschütze durch die Royal Garrison Artillery, eine Batterie bestand aus vier Haubitzen.

## Kaiserlich Japanische Marine
Die nur minimal modifizierten Geschütze des Typs 41 wurden von der Kaiserlich Japanischen Marine auf ihren Einheitslinienschiffen und Panzerkreuzern sowie ihren Geschützten Kreuzern als Haupt- oder Mittelartillerie geführt. Die Bezeichnung der Geschütze als Typ 41 bezieht sich auf das 41. Regierungsjahr des Meiji Tennō am 25. Dezember 1908. Bedingt durch die Einführung des Metrischen Einheitensystems in der Kaiserlich Japanischen Marine wurde der Zusatz 152 mm zur Bezeichnung der Geschütze hinzugefügt. Die Typ 41 6-inch (152 mm)/40-caliber naval guns wurden bis zum Ende des Zweiten Weltkrieges in der Japanischen Marine verwendet.

## Erhaltene Exemplare
- An Bord des Schlachtschiffes Mikasa, Yokosuka, Japan
- Küstenartillerie in Fort Desoto, Florida, USA.
- Mk III Geschütz auf der HMS Calypso, Portsmouth, UK